# Salsola foliosa
Salsola foliosa är en amarantväxtart som först beskrevs av Carl von Linné, och fick sitt nu gällande namn av Heinrich Adolph Schrader och Schult.. Salsola foliosa ingår i släktet sodaörter, och familjen amarantväxter. Inga underarter finns listade i Catalogue of Life.